# Список кардиналов, возведённых папой римским Бенедиктом XV
Кардиналы, возведённые Папой римским Бенедиктом XV — 32 прелата были возведены в сан кардинала на пяти Консисториях за 7 с половиной лет понтификата Бенедикта XV. Понтификат Бенедикта XV пришёлся на Первую мировую войну, в годы которой он провёл две Консистории.
Самой большой консисторией была Консистория от 4 декабря 1916 года, на которой было назначено одиннадцать кардиналов.

## Консистория от 6 декабря 1915 года
- Джулио Тонти, апостольский нунций в Португалии (Италия);
- Альфонсо Мистранджело, Sch.P., архиепископ Флоренции (Италия);
- Джованни Кальеро, S.D.B., апостольский делегат в Центральной Америке (Италия);
- Андреас Фрювирт, O.P., апостольский нунций в Баварии (Италия);
- Раффаэле Скапинелли ди Легуиньо, апостольский нунций в Австро-Венгрии (Италия);
- Джорджо Гузмини, архиепископ Болоньи (Италия).

## Консистория от 4 декабря 1916 года
- Пьетро Ла Фонтэн, патриарх Венеции (Италия);
- Витторио Амедео Рануцци де Бьянки, папский мажордом (Италия);
- Донато Сбарретти Тацца, асессор Верховной Священной Конгрегации Священной Канцелярии (Италия);
- Огюст-Рене Дюбур, архиепископ Ренна (Франция);
- Луи-Эрне Дюбуа, архиепископ Руана (Франция);
- Томмазо Боджани, OP, асессор Священной Консисторской Конгрегации (Италия);
- Алессио Аскалези, CPPS, архиепископ Беневенто (Италия);
- Луи-Жозеф Морен, архиепископ Лиона (Франция);
- Адольф Бертрам, епископ Бреслау (Германия);
- Никколо Марини, секретарь Верховного Трибунала Апостольской Сигнатуры (Италия);
- Оресте Джорджи, секретарь Священной Конгрегации Собора (Италия);

## Консистория от 15 декабря  1919 года
- Филиппо Камассей, латинский патриарх Иерусалимский (Италия);
- Аугусто Силий, вице-камерленго Святой Римской Церкви (Италия);
- Хуан Сольдевилья-и-Ромеро, архиепископ Сарагосы (Испания);
- Теодоро Вальфре ди Бонцо, апостольский нунций в Австрии (Италия);
- Александр Каковский, архиепископ Варшавы (Польша);
- Эдмунд Дальбор, архиепископ Гнезно и Познани (Польша).

## Консистория от 7 марта 1921 года
- Франческо Рагонези, апостольский нунций в Испании (Италия);
- Михаэль фон Фаульхабер, архиепископ Мюнхена и Фрайзинга (Германия);
- Деннис Джозеф Доэрти, архиепископ Филадельфии (США);
- Хуан Батиста Бенльок-и-Виво, архиепископ Бургоса (Испания);
- Франсиско де Асис Видаль-и-Барракер, архиепископ Таррагоны (Испания);
- Карл Йозеф Шульте, архиепископ Кёльна (Германия).

## Консистория от 13 июня 1921 года
- Джованни Таччи Порчелли, префект Священного дворца (Италия);
- Акилле Ратти, апостольский нунций в Польше (Италия);
- Камилло Лауренти, секретарь Священной Конгрегации Пропаганды Веры (Италия).